# Ameerega boliviana
Ameerega boliviana – gatunek płaza bezogonowego z rodziny drzewołazowatych (Dendrobatidae). Jego łaciński epitet gatunkowy odnosi się do Boliwii, jedynego państwa na świecie, w którym można spotkać ten gatunek (jest to endemit).

## Występowanie
Podnóża boliwijskich Andów (departament La Paz, nie tak daleko od granicy z Peru, oraz departament Cochabamba w głębi kraju). Żyje na wysokości od 800 do 1400 m n.p.m. Choć jego naturalnym środowiskiem jest las, radzi sobie także na pastwiskach. Zamieszkuje m.in. Pilan Lajas Biosphere Reserve.

## Rozmnażanie
Podobnie jak u innych drzewołazowatych, jaja złożone w środowisku lądowym wymagają pomocy ojca, który to przenosi wyklute z nich kijanki do zbiornika wodnego, gdzie przeobrażają się one.

## Status
Lokalnie jest nawet pospolity. Jego liczebność nie ulega zmniejszaniu.